# Yerköy
Yerköy – miasto w Turcji w prowincji Yozgat.
Według danych na rok 2000 miasto zamieszkiwało 32 228 osób.